# Мартін Трчка
Мартін Трчка (* 22 травня 1977, Мост) - чеський яхтсмен. Учасник Олімпійських ігор 2004 року в Афінах (25-те місце) та 2008 року в Пекіні (31-ше місце). Займається також морським вітрильним спортом: брав участь у Тур де Франс а-ля Вуаль, а також Яхтових перегонах від Сіднея до Гобарта. 

## Особисте життя
Мартін Трчка закінчив будівельний факультет Чеського технічного університету. Живе в Мості, одружений і має двох дітей. Вітрильним спортом захопився 1983 року, продовживши справу батька та діда. Спочатку виступав у класі Оптиміст. У перегонах брав участь у класах Лазер та Мельгес 24. Його домашній яхт-клуб - YC Baník Most. Використовуючи свій досвід, проводить професійні лекції, зосереджені насамперед на стратегії та тактиці перегонів. 
Окрім яхтингу, в дитинстві займався лижним спортом, а нині любить їздити на велосипеді.

## Спортивна кар'єра
Мартін Трчка представляв Чехію в змаганнях з вітрильного спорту на літніх Олімпійських іграх 2004 року в Афінах, де посів 25-те місце, а також 2008 року в Пекіні, де посів 31-ше місце. Крім того, він брав участь у багатьох перегонах чемпіонату світу та інших змаганнях Міжнародної федерації вітрильного спорту. 6-разовий чемпіон Чехії у класі Лазер. 
А ще він активно займається морським вітрильним спортом, особливо як тактик або кермовий. Разом з Томашем Мусілем взяв участь у перегонах Тур де Франс а-ля Вуаль, що їх проводять навколо узбережжя Франції. Триразовий учасник легендарних Яхтових перегонів від Сіднея до Гобарта (у 2005/06, 2006/07 та 2010/11 роках).  
Мріє в майбутньому взяти участь у якихось із навколосвітніх перегонів, як-от Вандей Глоб або Океанських перегонах. 